# 東洋フレーム
東洋フレーム株式会社（とうようふれーむ、TOYO FRAME Co., Ltd. ）は大阪府柏原市に本社を置くフレーム素材 (自転車)製造業である。

## 歴史
- 1973年 - 東洋溶工所として創業。
- 1978年 - 東洋フレーム株式会社設立。
  - クワハラバイクワークス、リッチー(Ritchey)、テスタッチ、Rivendell Bicycle Works、スカラバイク、FUJI BIKES等に自転車フレームを納入した。